# Església-hospital Sant Marçal
Església-hospital Sant Marçal és una obra del municipi de Montblanc (Conca de Barberà) protegida com a bé cultural d'interès local.

## Descripció
La façana de l'església és amb les dues portes dovellades, una d'elles tapiada, i una finestra ogival decorada. Pel que fa a l'antic hospital, l'l'interior presenta una planta de 22 metres de longitud per 10 metres d'alçada. La planta és irregular però tendeix al rectangle. La coberta es sustenta sobre quatre arcs diafragma i els murs estan actualment arrebossats i pintats.
Actualment l'edifici és de planta irregular, amb capçalera plana i d'una sola nau, on hi destaca una pintura mural de Sant Cristòfol, obra del segle xv, i un finestral gòtic esculpit. La coberta és d'embigat de fusta a dos vessants, suportada per arcs diafragmàtics, sense contraforts. Els arcs tenen una alçada desigual, signe de la primitiva existència de dues dependències contigües: l'església i l'hospital. A més a més, la previsió inicial del testador de bastir dos edificis queda confirmat per l'existència de dues portes adovellades a la façana principal (una de les quals actualment està convertida en finestral). Sobresurt un senzill campanar d'espadanya arran de la façana.

## Història
Es va construir al segle xiv com a hospital de pobres. Fou fundada i protegida per Jaume Marçal, que morí el 1339, abans d'acabar les obres. En el seu testament va establir que hi hagués una església dedicada als sants Jaume i Marçal. Aquesta església-hospital havia de tenir una nau de quatre o cinc arcades, sota la qual s'hi col·locarien sis llits a cada banda. No consta però que arribés a tenir la destinació especificada en el testament. Molt possiblement la gran pesta de 1348 en va paralitzar les obres. En construir-se el recinte emmurallat de Montblanc, es va fer coincidir el llenç de la muralla amb un dels murs laterals de l'edifici. A partir del segle xvii l'edifici va constituir la seu de la Germandat de la Puríssima Sang de N. S. Jesucrist.
Actualment és utilitzada com a Museu Marès.